# 仙劍客棧 (網劇)
《仙劍客棧》是由大宇資訊授權、優酷與北京億奇娛樂聯合出品的古裝互動網絡劇，改编自仙剑奇侠传系列的衍生模拟经营游戏《仙剑客栈》。劇中描述李逍遙成為大俠後重回19歲，試圖阻止年輕時的自己離開客棧闖蕩江湖，最終將客棧打造成江湖第一客棧的故事。第一季於2015年6月16日登陸優酷，2015年9月24日完結，共30集。

## 角色
| 角 色            | 演 員    | 配 音    | 備 註                         |
| 李逍遙           | 吳磊     | 叮噹     | 仙劍客棧店小二 李三思之子     |
| 趙靈兒           | 孫雪寧   | C小调    | 女媧後裔                      |
| 林月如           | 徐悅     | 山新     | 苏州林家堡大小姐 林天南的女兒 |
| 阿奴             | 童可可   | 四刀輝彰 | 白苗族巫女                    |
| 龍幽             | 陳熙明   | 張杰     | 魔界夜叉族二皇子              |
| 小蠻             | 七夜娃娃 | 喬詩語   | 從古井穿越而來的李逍遙外孫女  |
| 重樓             | 劉帥良   | 寶木中陽 | 魔族魔尊                      |
| 雲天河           | 鄭明洋   | 常進     | 山頂野人                      |
| 韓菱紗           | 李夢穎   | 劉露     | 盜墓賊                        |
| 李大娘           | 苑瓊丹   | 李佳怡   | 客栈老板娘 李逍遙的嬸嬸       |
| 赤鬼王           | 李健仁   |          | 赤水镇将军冢的妖王            |
| 石长老           | 程东     | 皇貞季   | 黑苗族头目                    |
| 酒劍仙（司徒鍾） | 朗鵬     | 藤新     | 蜀山道士 李逍遙的師父         |
| 拜月教主         | 劉騏     | 圖特哈蒙 | 黑苗族首领                    |
| 香蘭             | 桃寶     | 新月冰冰 | 李逍遙的青梅竹馬              |
| 秀蘭             | 刘旖旎   | 幽舞越山 | 李逍遙的青梅竹馬              |
| 林天南           | 毕大勋   |          | 林家堡堡主 林月如的父親       |
| 花老板           | 探花     |          |                               |
| 姚仙             | 姚壯憲   | 郭盛     | 友情客串                      |
| 錦八爺           | 金海龍   | 笑談     | 猥琐好色的土财主              |

## 網路劇原聲帶
| 曲別   | 歌名     | 演唱者 | 作詞                 | 作曲   |
| 片頭曲 | 時間     | 陳熙明 | 田川、楊看開、鸞鳳鳴 | 夏侯哲 |
| 插曲   | 欠我的夢 | 童可可 | 印子月               | 印子月 |
| 片尾曲 | 花下舞劍 | 童可可 | 張堅堅               | 印子月 |